# 石澳半島

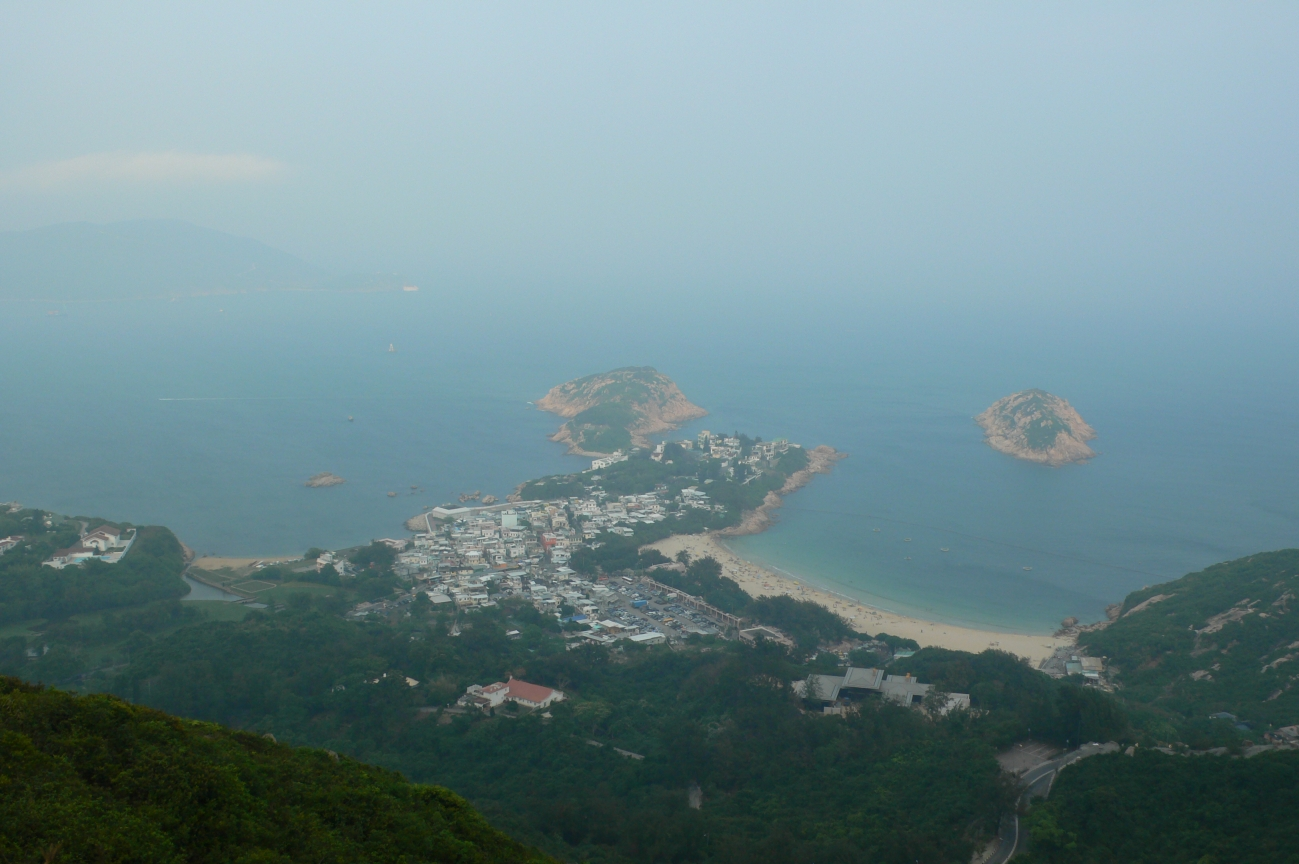
石澳半島（鏡頭向東），望藍塘海峽，對出的兩個小島名為五分洲及大頭洲。

石澳半島（英語：Shek O Peninsula）為香港的一個半島，位於香港島南區東部，西鄰赤柱半島，得名自半島東岸的石澳。石澳半島和鶴咀半島以石澳道為界，面向南海。石澳郊野公園有大半的部分位於石澳半島。石澳半島由多個山峰組成，主要為雲枕山、打爛埕頂山和觀音山。在雲枕山和打爛埕頂山上，連綿的山脊上有被稱作「龍脊」的山徑，為絕佳觀景地點。